# Brokesie malá
Brokesie malá (Brookesia peyrierasi) je drobný ještěr blízce příbuzný chameleonům. Je to endemit Madagaskaru, vyskytuje se pouze na severu ostrova, na poloostrově Masoala a na ostrůvku Nosy Mangabe. Přesné rozšíření není zmapováno, stejně tak není zcela vyjasněný status brokesie malé jako samostatného druhu: patří totiž, společně s brokesií nejmenší a dalšími podobnými ještěry z dané oblasti do zatím taxonomicky ne zcela vyjasněné skupiny a je možné, že zde dojde ke slučování druhů nebo naopak k popisu dalších.
Brokesie malá má válcovité tělo, hlavu s nevýraznou přilbou a kratší ocásek. Hřbetní hřeben je jen lehce naznačený, oblast nad očima a nos jsou vrásčité. Přestože se jedná o výhradně zemního živočicha, brokesie malá má stejně jako její stromoví příbuzní prsty srostlé v klíšťky, na hrudních končetinách srůstají tři vnější a dva vnitřní prsty, na pánevních je tomu naopak. Schopnost barvoměny je omezená, pokožka je jednobarevná, hnědá v různých odstínech. Dospělý jedinec dorůstá celkové délky kolem 4 cm, přičemž samice jsou o trochu větší než samci.
V přírodě žije na zemi ve spadaném listí, v bylinném patře tropického deštného pralesa. Je možno ji chovat v tropickém teráriu, minimální rozměry pro pár jsou 30x20x20 cm, pro skupinu tvořenou samcem a dvěma až třemi samicemi je vhodné terárium o rozměrech 30x40x20 cm nebo větší. Výška terária není příliš důležitá, protože brokesie malá žije pouze na zemi, na větve nešplhá. Jako substrát je vhodná zahradní zemina pokrytá mechem, kousky kůry a suchým listím. Dno by se mělo mírně svažovat dopředu. Terárium je třeba vytápět na 25 °C, s nočním poklesem na pokojovou teplotu, k udržení vysoké vlhkosti vzduchu a k napájení chovaných ještěrů by se terárium mělo rosit 2× denně. Krmí se malým nelétavým hmyzem, nelétajícími octomilkami, mšicemi a chvostoskoky.